# Повуа (Миранда-ду-Дору)
Повуа (порт. Póvoa, мирандск. Pruoba) — район (фрегезия) в Португалии, входит в округ Браганса. Является составной частью муниципалитета Миранда-ду-Дору. По старому административному делению входил в провинцию Траз-уж-Монтиш и Алту-Дору. Входит в экономико-статистический субрегион Алту-Траз-уш-Монтеш, который входит в Северный регион. Население составляет 243 человека на 2001 год. Занимает площадь 22,42 км².